# 分子生態學
分子生態學是利用进化生物学理论，采用分子生物学和基因组学的实验方法和技术手段、统计学和数学的分析方法，通过计算机科学的技术和算法，旁及地学、古气候学等, 研究物种和种群的遗传变异及表观遗传变异、遗传谱系, 探讨生物多样性演化、生物地理演化、物种分化、生态适应等的生态学和进化生物学机制。
研究范围包括种群演化历史、种群分化和物种形成机制、寄主选择、配偶选择、繁殖行为、生殖方式、精子竞争、扩散和建群、遗传谱系地理演化、遗传分化和局部适应、生态适应的遗传基础、气候变化的生态学和进化生物学后果、生物对环境变化的响应机制、遗传多样性评估、食性鉴定、觅食行为、濒危生物贸易的监测、个体和种群鉴定、外来入侵种溯
源及入侵机制、遗传修饰生物的生态风险评估、有害生物防控等。
分支学科包括分子群体遗传学、谱系生物地理学、生态基因组学、景观遗传学、系统发生群落生态学等。
由於很多微生物不能很容易地在實驗室中培養（海水中的0.001~0.1%，土壤中的0.3%左右，活性污泥中1~15%可被分離培養），因此不能用傳統的鑒別和描述菌株的辦法研究它們。另外，隨著聚合酶鏈式反應(PCR)技術的發展，人們可以快速擴增遺傳物質DNA。
環境樣品中DNA的擴增通常需要一組用於特定微生物的引物，而得到遺傳物質的混合物，將其分離，隨後進行測序和鑒別。經典的分離辦法是通過克隆，將擴增的DNA片段插入到細菌質粒上實現的。較新的方法包括變性梯度凝膠電泳(DGGE)，可以更快地得到結果。
分子生態學的發展也和DNA芯片的使用緊密相關，該技術可以高通量檢測環境中的特定生物或基因。
分子生態學中可以使用很多基因進行研究，在分類學角度，最常應用的基因是核糖體小亞基RNA(SSU rRNA)。而功能性基因的研究有助於判斷微生物在該環境中的活動。
微生物生態學中和分子技術相關的一個重要問題就是，這些生物以主動（進行正常代謝和繁殖）還是被動（靜息休眠）的方式存在。這可以用幾種方式來解決：
- 利用逆轉錄酶擴增活躍的基因
- 用熒光原位雜交(FISH)對環境中包含特定基因的細胞進行檢測和計數。

## 发展历史
分子生態學开始于1950年代。是随着DNA双螺旋结构的发现，分子水平的群体遗传学研究得以开展，相继出现了同工酶电泳、限制性内切酶酶切技术、分子克隆和DNA测序技术等，使遗传变异研究得以实现, 并可以在群体水平进行检测。分子进化的中性理论的提出，引发了适应性进化和中性进化的争论，推动了群体遗传学和分子进化研究，分子钟假说的提出和谱系进化关系重建理论、方法、算法和软件的出现, 进一步促进了分子进化和分子群体遗传学研究的发展。
到了1980年代，DNA聚合酶链反应的发明和热稳定DNA聚合酶的发现，进一步推动了分子生态学和分子群体遗传学研究。1992年《Molecular Ecology》的创刊，标志着分子生態學的建立。溯祖理论、贝叶斯方法和马尔可夫过程等的引入，提升了分子生态学研究的可靠性。